# Elías I de Maine
Elías I (también Hélie o Élie, fallecido el 11 de julio de 1110), llamado de la Flèche o de Baugency, fue el conde de Maine, sucediendo a su primo Hugo V.

## Vida
Era hijo de Jean de la Flèche y Paula, hija de Herberto I, conde de Maine.
En 1092, su primo Hugo V le vendió Maine por 10.000 chelines. Con el apoyo de Fulco IV de Anjou, continuó la guerra con Roberto II de Normandía. Tras la marcha de Roberto a la Primera Cruzada, Elías hizo la paz con Guillermo Rufo, el regente de Roberto en Normandía.

## Familia
En 1090 Elías se casó con Matilde, la hija de Gervais II, señor de Château-du-Loir. Tuvieron una hija: 
- Ermengarda, casada con Fulco V de Anjou[2]

En 1109, según Orderic Vitalis, Elías se volvió a casar con Inés, la hija de Guillermo de Poitou cuyo matrimonio con Alfonso VI de Castilla había sido anulado por consanguinidad. Elías murió al año siguiente, sin embargo. Según Jaime de Salazar y Acha, la que casó con Elías no fue Inés sino la última esposa del rey Alfonso VI, Beatriz de Poitiers después de enviudar.